# Palatinat
Palatinat (nemško: Pfalz [pfálc]) ali Renski palatinat (Rheinische Pfalzgrafschaft, Pfalzgrafschaft bei Rhein) ali Volilni palatinat (Kurpfalz) je grofija nemškega palatina ob srednjem Renu in volilna kneževina v Svetem rimskem cesarstvu.
Grofijo je sestavljal konglomerat nestrnjenih posestev na obeh straneh srednjega Rena med 
porečji Mozele in Neckarja z glavnim mestom Heidelberg (oz. od 1720 Mannheim). Slaba tri stoletja (1339-1623) je grofiji pripadalo tudi povsem ločeno ozemlje na področju porečja reke Naab (ki teče proti jugu v Donavo) in Češkega gozda (ozemlje je začetkom 19. stoletja v okviru kraljevine Bavarske dobilo ime Zgornji palatinat - Oberpfalz).
Od leta 1214 so Palatinatu vladale različne veje bavarske rodbine Wittelsbach. Grofi so si kmalu zagotovili čast volilnega kneza in v času Ruperta III. dosegli tudi položaj rimsko-nemškega kralja (1400-1410). Grofje so razvili deželo v eno najnaprednejših in najbolj cvetočih v Nemčiji. Leta 1556 so sprejeli luteranstvo in potem kalvinizem in postali vodje nemškega protestantskega gibanja, kar je bilo za deželo usodno. V tridesetletni vojni so jo katoliške vojske opustošile in Palatinat je bil priključen vojvodini Bavarski. Z vestfalskim mirom so bila ozemlja ob Renu leta 1648 grofu vrnjena; spet je tudi dobil glas v kolegiju volilnih knezov. A agresivnost francoskega soseda Ludvika XIV. deželi ni dopustila, da bi dosegla prejšnji sijaj. V letih (1688-97) jo je ponovno opustošila nasledstvena vojna, ki jo je vodil Ludvik XIV. Po napoleonskih vojnah je bila leta 1803 razdeljena po strugi Rena med Francijo in nemške dežele.

## Začetki palatinske grofije
Frankovski kralji, ki so živeli v Aachnu, so svojemu prvemu plemiču in namestniku, palatinu, poklonili grofijo Lotaringijo. Iz nje se je kasneje razvil Palatinat, ki se je prvotno raztezal na prostoru Aachen-Köln. Že v prvi polovici 11. stoletja na ozemlju Palatinata najdemo fevdalno družino Spanheimov, ki so že kmalu pričeli igrati pomembno politično vlogo na Koroškem. V 11. in 12. stoletju se je, tudi zaradi nasprotij s kölnskim nadškofom, težišče palatinovih ozemelj selilo proti jugu v porečje srednjega Rena in njegovih pritokov Mozele in Neckarja, s centrom najprej v mestu Alzey in potem v Heidelbergu. Cesar Friderik I. Barbarossa je s prenosom grofije na svojega polbrata Konrada leta 1156 pritegnil Palatinat v staufovsko ozemeljsko politiko. S poroko Konradove hčere Agnes s Henrikom Dolgim (†1227), sinom bavarskega vojvode Henrika Leva, je prišel Palatinat leta 1195 za dve desetletji pod Welfe.

## Nastop Wittelsbachov
Leta 1214 je cesar Friderik II. Palatinat podelil v fevd bavarski rodbini Wittelsbach. Že v 13. stoletju, takoj ko je začel delovati kolegij volilnih knezov, si je rodbina pridobila tudi sedež v njem. Zato se je v nemščini za Palatinat uveljavil naziv Kurpfalz (Volilni Palatinat, Palatinat volilnega kneza).
Leta 1317 je vojvoda Zgornje Bavarske, Ludvik IV. Bavarec (†1347), kasnejši cesar, pod svojo oblastjo združil vse bavarske posesti. Leta 1329 je končal dolgoletne spore med svojo in bratovo (Rudolf I., †1319) družino tako, da je, v družinskem sporazumu sklenjenem v Pavii, odstopil svojima nečakoma Rudolfu II. (volilni knez v letih 1329-53) in Rupertu I. (1353-90) poleg posesti ob Renu tudi del severne Bavarske, (kasneje poimenovan) Zgornji palatinat. S tem se je bavarska rodbina Wittelsbachov razdelila v t. i. starejšo palatinsko (pfalško) in mlajšo bavarsko vejo. Sedež v kolegiju volilnih knezov sta si veji po dogovori v Pavii izmenjavali do leta 1356, ko je cesar Karel IV. Luksemburški z zlato bulo dal prednost palatinskemu grofu, ki je postal stalni član volilnega kolegija. Palatinski (oz. pfalški) grof je s tem postal najpomembnejši posvetni knez Svetega rimskega cesarstva. (Ta Karlova odločitev je potem motila odnose med rodbinama vse do leta 1648, ko sta obe veji dobili prostor v kolegiju volilnih knezov.)
Po ureditvi lastništva se je Palatinat gospodarsko in kulturno uspešno razvijal. Prvi vrh je dosegel že v času Ruperta I., ki je nasledil brata, podedoval veliko posesti in si še druga pridobil z dobrim sodelovanjem s Karlom IV. Leta 1386 je ustanovil univerzo v Heidelbergu. Višek političneg vpliva je Palatinat dosegel v času Ruperta III. (1398-1410), ki je leta 1400 postal tudi rimsko-nemški kralj, vendar svoje kraljevske oblasti nikdar ni mogel v celoti uveljaviti.
Sinovi Ruperta III. so po očetovi smrti razcepili rodbino na štiri veje: od osrednje veje , ki je obdržala glavni središči Heidelberg v Porenju in Amberg v Zgornjem palatinatu ter naslov volilnih knezov, so se odcepile veje Pfalz-Neumarkt v Zgornjem palatinatu (izumrla 1448), veja Pfalz-Mosbach (izumrla 1499) in Pfalz-Simmern-Zweibrücken, ki je prevzela dediščino in čast volilnih knezov potem, ko je leta 1559 izumrla starejša veja.
Ozemlja volilnih knezov ob Renu niso bila strnjena. Med njimi je bilo vse polno drugih gospostev, majhnih in velikih, cerkvenih in posvetnih. Palatinski knezi so jih na miren način pridobivali zase (z odkupom zastavljenih posestev), širili svoja ozemlja in utrjevali svojo oblast. Bili so vodilna politična in gospodarska sila na področju.
Miren razvoj je prekinil Friderik I. Zmagovalec (1452-76), ki se je kot regent svojega mladoletnega nečaka vrinil v verigo volilnih knezov. Uspešno se je vključil v spor, ki je nastal ob nastopu novega nadškofa Mainza, in v nekaj spopadih pridobil obsežna zemljišča na področju zgornjega Rena (Alzacija), predvsem na račun knežje nadškofije Mainz, grofije Wüttemberg in mejne grofije Baden. Svojo oblast je notranje utrdil z administrativnimi reformami (mreža uradov, centralna uprava, dvorno sodišče). Leta 1465 se je povezal z burgundskim vojvodo Karlom Drznim. Čeprav si je nakopal jezo cesarja Friderika III. in si prislužil celo izgon iz cesarstva (ki ni bil nikdar uveljavljen), je svoje vladanje končal s precej povečanim ozemljem. Njegov naslednik, nečak Filip Odkritosrčni (1476-1508) je poskušal s to politiko nadaljevati, a je bil manj uspešen. Potem ko je ob smrti očeta svoje snahe skušal z vojsko prevzeti tudi njeno dediščino v Zgornjem palatinatu (s tem je kršil v Paviji dogovorjeno družinsko pravilo nasledstva), je v letih 1504-5 koalicija njegovih nasprotnikov-sorodnikov, ki jo je podpiral tudi cesar Maksimilijan I., v landshutski nasledstveni vojni zavzela Zgornji palatinat in potem opustošila tudi ozemlja v Porenju. Po razsodbi reichstaga v Kölnu leta 1505 je moral Filip zasedena ozemlja vrniti (nekaj pa si jih je vzel cesar "za posredovanje v sporu").

## Vneti zagovorniki protestantizma
Njegov naslednik, volilni knez Ludvik V. (1508-44) je potem zastavil bolj umirjeno politiko. Bil je prizanesljiv do kmetov, da bi zaustavil upore in čim prej prišel do urejenih razmer. Leta 1538 je dovolil luteranstvo, ki ga je volilni knez Oton Henrik (1556-59) leta 1556 (po augsburškem verskem miru) določil za deželno veroizpoved. Z Otonom Henrikom je izumrla starejša veja volilnih knezov.
Otona Henrika je nasledil Friderik III (1559-76) iz veje Pfalz(-Zweibrücken)-Simmern (srednja veja volilnih knezov). Z njim je postal Palatinat središče protestantskega gibanja. Vzpodbudil je nastanek nove kalvinistične cerkvene doktrine, utemeljene v heidelberškem katekizmu (1563), ki pa je bila bolj opažena zunaj nemških meja (Nizozemska, Francija, Švica, Škotska) in zavrnjena pri luteranski nemških knezih. Friderik III. in njegovi nasledniki zato niso togo vztrajali pri kalvinizmu, temveč so svoje sile usmerili v podporo protestantstva na splošno in proti katoliški protireformaciji. Palatinat je postal zatočišče številnim verskim izgnancem, ki so se, mnogi s precej bogastva, naseljevali v mestih Palatinata, po letu 1607 zlasti v utrjenem Mannheimu.
Ko je nestrpnost med katoliki in protestanti v Nemčiji naraščala in je Maksimilijan I. Bavarski (s pristankom cesarja Rudolfa II.) z vojsko zavzel protestantsko mesto Donauwörth in ga priključil Bavarski, se je palatinski volilni knez Friderik IV. (1583-1610) leta 1608 postavil na čelo protestantske auhausenske zveze, ki naj bi v bodoče z vojsko preprečevala takšne dogodke. Njegov sin Friderik V. (1610-23) je leta 1619 sprejel češko krono in s tem prispeval k začetku tridesetletne vojne, ki je postala za Palatinat pogubna. Friderik V. je leta 1620, po porazu protestantskih sil na Beli gori, izgubil češki prestol ter leta 1623, potem ko so katoliške čete zavzele in opustošile deželo, tudi Palatinat in volilni glas, ki sta oba pripadla Bavarski. S tem je bilo konec upanja palatinskih knezov, da bi si pridobili vlogo stalnega močnega igralca v evropski politiki.

## Sosedstvo s Francijo Ludvika XIV.
Z vestfalskim mirom (1648) je bil sinu Friderika V., Karlu I. Ludviku (1648-80) Renski palatinat vrnjen (vrnjena so bila ozemlja v Porenju, Zgornji palatinat je ostal Bavarski) in spet je dobil tudi glas v kolegiju volilnih knezov (kjer se je število sedežev povečalo na 8). Karel Ludvik se je zavzeto lotil obnove dežele, vabil priseljence, obljubljal versko svobodo in gospodarske ugodnosti. Vendar mu je pri tem stala na poti reunionistična politika Ludvika XIV., politika ponovnega priključevanja Franciji tistih ozemelj, ki so že kdaj prej bila francoska. Od leta 1679 si je tako postopoma nasilno prisvajal koščke Palatinata. Ko je s Karlom II. (1680-85) leta 1685 srednja veja palatinskih volilnih knezov izumrla in bi jo morala naslediti veja Pfalz-Neuburg, je Ludvik XIV. zahteval nasledstvo za svojo svakinjo Elizabeto Šarloto Orleansko, Karlovo sestro (pa čeprav se je ta ob poroki nasledstvu izrecno odrekla). Proti Palatinatu je začel nasledstveno vojno (1688-97), v kateri je sistematično pustošil deželo. Porušena in požgana so bila cela mesta, Heilbronn, Heidelberg, Mannheim, Philippsburg, badenska rezidenca Pforzheim, cesarski mesti Worms in Speyer, razstreljen je bil heidelberški grad. Z mirom v Rijswijku (1697) se je moral Ludvik sicer na zahtevo Velike alianse (cesar, nemške države, Nizozemska, Anglija, Španija, Savoja, Švedska) z zasedenih ozemelj umakniti, a je v mirovnih pogojih uveljavil nadaljevanje pod Francozi začete rekatolizacije Palatinata. Ta je ustrezala katoliškim volilnim knezom iz mlajše veje (Pfalz-Neuburg), ki je nasledila Karla II. Intenzivnost rekatolizacije je bila nekoliko omiljena šele leta 1705 na posredovanje Brandenburga-Prusije.

## 18. stoletje
Verska nesvoboda in težke gospodarske razmere v opustošeni deželi so v začetku 18. stoletja povzročile največje izseljevanje v zgodovini nemškega jugozahoda ali morda celo celotne Nemčije, največ v severno Ameriko (pensilvanski Nemci) in Prusijo.
Naslednja vojna med avstrijskim in francoskim taborom za nasledstvo v Španiji (1701-14) je bila nekoliko bolj oddaljena in je ozemljem ob srednjem in zgornjem Renu omogočila ponovno ureditev zemljiških razmerij in delno obnovo gospodarstva. Ker je v tej vojni Bavarska stopila na stran Francije in bila poražena in ker je bila tudi Francija v vojnih operacijah ves čas v podrejenem položaju, si je volilni knez Ivan Viljem (1690-1716) obetal vrnitev Zgornjega palatinata. A po nenadni smrti mladega cesarja Jožefa I. leta 1711 se je Anglija ustrašila, da bi Habsburžani pod enim vladarjem (Karlom VI.) postali premočni in je spremenila taktiko. Tako je bila na mirovnih pogajanjih Francija spet dovolj močna, da je zaščitila interese svoje zaveznice Bavarske.
Leta 1720 je Karel III. Filip (1716-42) rezidenco Palatinata prenesel v Mannheim. Popolnoma porušeno mesto so zgradili na novo po tlorisu šahovnice in po dvajsetletni gradnji je knez dobil drugo najrazkošnejšo palačo za Versaillesom. Rodbino je leta 1724 uspel združiti (ni bilo več razlik med verama dežel) v zavezništvu s Prusi proti Avstrijcem. Leta 1745 je njegov naslednik Karel IV. Teodor (1742-99) iz veje Pfalz-Sultzbach (tudi podveja Pfalz-Zweibrücken) spet prestopil na avstrijsko stran. S smrtjo bavarskega vojvode Maksimilijana III. Jožefa, ki ni imel naslednikov, je leta 1777 dobil tudi bavarsko krono. Čeprav nerad, je moral dvor preseliti v München. Bil je pripravljen sprejeti ponudbo cesarja Jožefa II., da zamenja Bavarsko za Avstrijsko Nizozemsko; na ozemlju Palatinata in Avstrijske Nizozemske bi lahko tako ustanovil kraljevino Burgundijo, Avstrija cesarja Jožefa II. pa bi z Bavarsko pridobila na veljavi. Načrt je preprečil pruski kralj Friderik II., ki je bil tudi volilni knez cesarstva (z brandenburškim volilnim glasom).
Sedeminpetdesetletno prosvetljeno vladanje Karla IV. Teodorja je bilo za Palatinat obdobje blagostanja, razcveta gospodarstva, znanosti in kulture, zlasti glasbene v Mannheimu. Leta 1799 ga je nasledil Maksimiljan IV. Jožef iz veje Zweibrücken-Birkenfeld, ki je končno spet združil vse posesti Wittelsbachov in leta 1806 postal prvi bavarski kralj.

## Razkosanje Palatinata
Francoska revolucija in napoleonske vojne so spremenile razmerja moči velikih evropskih igralcev. Z mirovnim sporazumom v Lunévillu leta 1801 so bila ozemlja Palatinata na levem bregu Rena in vojvodina Jülich dodeljeni Franciji. Ozemlja na desnem bregu Rena so na osnovi sklepov zadnjega zasedanja reichstaga 25. februarja 1803 v Regensburgu pripadla večinoma Badnu (tedaj vojvodina), vojvodina Berg pa Vestfaliji. 
Po porazu Francije je prišlo leta 1816 do nove politične ureditve. Nekdanja ozemlja Palatinata na levem bregu Rena in nekdanja vmesna cerkvena in posvetna ozemlja državnih stanov (razpadlega Svetega rimskega cesarstva) so bila vključena v bavarsko-rensko okrožje na novo nastale Nemške zveze. Leta 1838 so dobila ime Rhein-Pfalz. Druge dežele nekdanjega Palatinata so pripadle v glavnem Prusiji in državi Hessen-Darmstadt.
V nemirnih letih "pomladi narodov" je bil Pfalz od maja do junija 1849 prizorišče t. i. pfalške vstaje, ki so jo zatrle pruske čete.
Po prvi svetovni vojni je bil Rhein-Pfalz od decembra 1918 do junija 1930 pod francosko zasedbo. Leta 1920 je prišel po versajski mirovni pogodbi pod nadzor komisije Društva narodov. V letih 1923-4 so francoske zasedbene sile podpirale prizadevanja nekaterih politikov, da bi Pfalz ločili od zveze z Bavarsko in Nemčijo in ga vključili v načrtovano Rensko republiko. Vendar so ta prizadevanja propadla in Rhein-Pfalz je ostal v sklopu Bavarske do leta 1940, ko je bil s Posarjem združen v Saar-Pfalz. Po drugi svetovni vojni je od leta 1945 pripadal francoski zasedbeni coni, tvoril v letih 1946-68 pokrajino Pfalz in je od leta 1968 del pokrajine Rhein-Hessen-Pfalz nemške zvezne dežele Porenje - Pfalška.